# Anaconda (Software)
Anaconda ist ein freies Installationsprogramm zur einfachen Installation eines Linux-Betriebssystems.
Es wird maßgeblich von Angestellten der Firma Red Hat entwickelt.
Anakondas sind eidechsenfressende Schlangen – ähnlich Pythons – und die Installations-Software der Linux-Distribution Caldera OpenLinux trug den Namen „Lizard“ (deutsch: „Eidechse“), daher der Name.

## Geschichte
Anaconda wird seit 1999 entwickelt und war erstmals am 6. September 1999 in einer Beta-Version zu Red Hat Linux 6.1 enthalten, welches am 4. Oktober 1999 freigegeben wurde.
Bis Fedora 9 benutzte Anaconda ein eigenes Backend für die Hardware-Erkennung namens „kudzu“.

## Abgrenzung
Das Linux-Installationsprogramm Anaconda sollte nicht verwechselt werden mit der Python-Distribution „Anaconda“.

## Funktionalität
Die Installation läuft entweder Assistenten-geführt mit graphischer (GUI) oder zeichenorientierter Benutzerschnittstelle (TUI) oder automatisiert mittels einer sogenannten „Kickstart“-Konfigurationsdatei, was zum Beispiel bei der mehrfachen Installation auf Firmenrechnern hilfreich ist. Die Kickstart-Datei kann auch dynamisch generiert werden, angepasst an das jeweilige Zielsystem.
Es soll einfach portierbar sein und unterstützt eine breite Palette von Hardware-Plattformen (IA-32, Itanium, Alpha, IBM System/390, PowerPC). Es unterstützt die Installation von lokalen Speichergeräten wie CD-ROM-Laufwerken und Festplatten wie auch von Netzwerk-Ressourcen mittels FTP, HTTP oder NFS.
Das neue System kann neben bestehende Windows- oder Mac-OS-X-Systeme auf dieselbe physische Festplatte installiert werden. Dazu wird das Bootsystem von (Intel-)Macintosh-Systemen (EFI) und das verkleinern bestehender (System-)Partitionen (auch solcher mit Windows-Dateisystem NTFS) unterstützt.

## Technik
Es ist hauptsächlich in Python, einige Module in C geschrieben. Es hat ein mit Glade gestaltetes graphisches Frontend auf Basis von PyGTK sowie ein Text-Frontend auf Basis der TUI-Bibliothek Newt.

## Verfügbarkeit und Nutzung
Es wird als freie Software auch im Quelltext unter den Bedingungen der GNU General Public License (GPL) verbreitet.
Ursprünglich entwickelt für die Betriebssystemfamilie der Firma Red Hat (RHEL, Fedora), ist Anaconda außer bei diesen mittlerweile bei einer Reihe weiterer Betriebssysteme in Benutzung und wurde auch für Debian-Systeme portiert.